# V840 Возничего
V840 Возничего (лат. V840 Aurigae) — двойная затменная переменная звезда типа W Большой Медведицы (EW) в созвездии Возничего на расстоянии приблизительно 1754 световых лет (около 538 парсеков) от Солнца. Видимая звёздная величина звезды — от +16m до +15m. Орбитальный период — около 0,2266 суток (5,4394 часов).

## Характеристики
Первый компонент — оранжево-жёлтый карлик спектрального класса K-G. Радиус — около 0,71 солнечного, светимость — около 0,259 солнечной. Эффективная температура — около 5077 К.
Второй компонент — оранжево-жёлтый карлик спектрального класса K-G. Эффективная температура — около 5071 К.